# Agrostis anatolica
Agrostis anatolica é uma espécie de gramínea do gênero Agrostis, pertencente à família Poaceae.